# Rio Calçoene
Le rio Calçoene est un cours d'eau brésilien qui baigne l'État d'Amapá. 

## Géographie
Il prend sa source sur le versant Est de la Serra Lombarda et coule globalement vers le Nord-Est pour se jeter dans l'Océan Atlantique, au Nord-Est de l'État, par un petit estuaire sinueux. Tout son trajet se fait sur la municipalité de Calçoene.
La détermination de ses sources et l'exploration de son cours ont été faites par Georges Brousseau. Il a nommé et déterminé le cours de deux de ses affluents, l'Iguarapé Carnot Grande et l'Iguarapé Carnot Pequeno. Le premier rejoint le cours en amont, le second en aval, près du siège de la commune de Calçoene, quasiment dans l'estuaire.